# استیون پینتو بورخس
استیون پینتو بورخس (انگلیسی: Steven Pinto-Borges؛ زادهٔ ۲۶ مارس ۱۹۸۶) بازیکن فوتبال اهل فرانسه است که در پست هافبک تهاجمی بازی می‌کند.
از باشگاه‌هایی که در آن بازی کرده‌است می‌توان به باشگاه فوتبال کلرمون فوت و باشگاه فوتبال گنگام اشاره کرد.
وی همچنین در تیم ملی فوتبال زیر ۲۰ سال پرتغال بازی کرده‌است.